# Ellen Wilkinson
Ellen Cicely Wilkinson (8 de octubre de 1891-6 de febrero de 1947) fue una política y escritora  británica. Al principio de su carrera como Miembro del Parlamento (MP) se convirtió en una figura nacional al desempeñar un destacado papel en la Marcha de Jarrow de 1936 contra el desempleo. Se la conoce también por ser unas de las primeras mujeres parlamentarias del Reino Unido. Afiliada al Partido Laborista, fue ministra de Educación desde julio de 1945 hasta su muerte en 1947.
Tras licenciarse en la Universidad de Mánchester, trabajó para una organización por  el sufragio femenino y más tarde como dirigente sindical. Inspirada por la Revolución Rusa de 1917, Wilkinson se unió al Partido Comunista Británico y predicó el socialismo revolucionario al tiempo que buscaba vías constitucionales de acceso al poder político a través del Partido Laborista. Fue elegida diputada por Middlesbrough Este en 1924 y apoyó la huelga general de 1926. En el gobierno laborista de 1929-1931, trabajó como secretaria parlamentaria del  Departamento de Salud. Tras su derrota en Middlesbrough en 1931, Wilkinson se convirtió en una prolífica periodista y escritora, antes de regresar al parlamento como diputada de Jarrow en 1935. Fue una firme defensora del gobierno republicano en la Guerra civil española y realizó varias visitas a las zonas de combate.
Durante la Segunda Guerra Mundial, trabajó en la coalición de Churchill como ministra subalterna, principalmente en el Ministerio de Seguridad Interior, entonces a cargo de  Herbert Morrison. Apoyó los intentos de Morrison de reemplazar a Clement Attlee como líder del Partido Laborista. No obstante, cuando Attlee formó su gobierno de posguerra, la nombró ministra de Educación. Para entonces su salud era precaria, debido al exceso de trabajo. Consideró que su tarea principal en el cargo era la implementación de la Ley de Educación  de la coalición  de guerra de 1944,  en lugar de la introducción más radical de escuelas integrales favorecidas por muchos laboristas. Dedicó gran parte de su energía  a conseguir el aumento de la edad de escolarización de 14 a 15 años.

## Biografía

### Juventud y educación

#### Primeros años

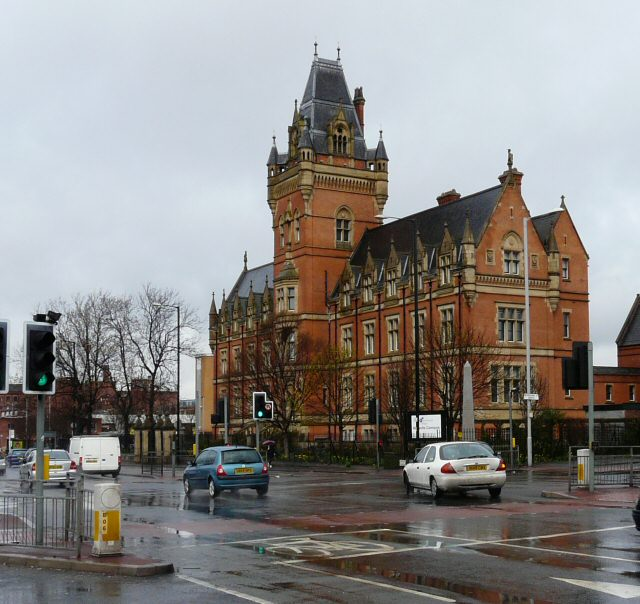
El edificio en el cruce de Devonshire Street y Hyde Road, que albergó la Escuela Primaria Superior Ardwick en el siglo XX.

Ellen Wilkinson nació en el número 41 de Coral Street, en el distrito de Chorlton-on-Medlock, en Mánchester.Era hija de Richard Wilkinson, obrero textil y más tarde  agente de seguros, y de Ellen Wood. Su padre, uno de los  pilares de su iglesia metodista wesleyana local, combinaba un fuerte sentido de justicia social con una visión directa de la autoayuda. Según Ellen, en lugar de abrazar la solidaridad con la clase obrera, su punto de vista era: "Me he salido de la cuneta, ¿por qué ellos no pueden?"  Totalmente autodidacta, se aseguró de que sus hijos recibieran la mejor educación posible, les animó a leer mucho y les inculcó sólidos principios cristianos. 
A la edad de seis años, Ellen comenzó a asistir a lo que ella describió como "una escuela primaria sucia con cinco clases en un aula".  Una serie de enfermedades infantiles la mantuvieron en casa durante dos años, que aprovechó para  aprender a leer.  De vuelta a la escuela, progresó rápidamente y, a los 11 años, ganó una beca para la Escuela Elemental Superior de Ardwick.  Franca y a menudo rebelde,  después de dos años se trasladó a la Escuela Secundaria Femenina  de Stretford Road, una experiencia que más tarde recordaría como "horrible e ingobernable".  Compensó las deficiencias de la escuela leyendo, animada por su padre, obras de Haeckel, Thomas Huxley y Darwin. 
La enseñanza era una de las pocas carreras abiertas entonces a las chicas de clase trabajadora. En 1906 Ellen obtuvo una beca de 25 libras esterlinas con la que pudo iniciar  su formación. La mitad de la semana asistía al Manchester Day Training College y durante la otra mitad enseñaba en la escuela primaria Oswald Road. Su enfoque de la enseñanza (buscaba interesar a sus alumnos, en lugar de imponerles un aprendizaje memorístico) le causó frecuentes enfrentamientos con sus superiores y se convenció de que su futuro no estaba en la enseñanza.  En la universidad amplió sus lecturas  y se interesó por los temas del momento; descubrió el socialismo a través de las obras de Robert Blatchford.  A los 16 años se unió a la rama Longsight del Partido Laborista Independiente (ILP), y en una de sus primeras reuniones conoció a Katherine Bruce Glasier, cuya lucha por la causa socialista le causó un profundo impacto.  Treinta años después, Wilkinson le dijo a su colega George Middleton que Glasier "la había introducido en el movimiento socialista ...Siempre me hace sentir humilde pensar en su coraje indomable". Tras conocer a la sufragista Hannah Mitchell, Wilkinson asumió la causa del sufragio femenino, el asunto principal  sobre los derechos de las mujeres del momento. Aunque inicialmente se dedicaba a tareas cotidianas como distribuir folletos y colocar carteles,   causó una gran mpresión en Mitchell, quien más tarde la reconocería como "brillante y talentosa". 

#### Universidad

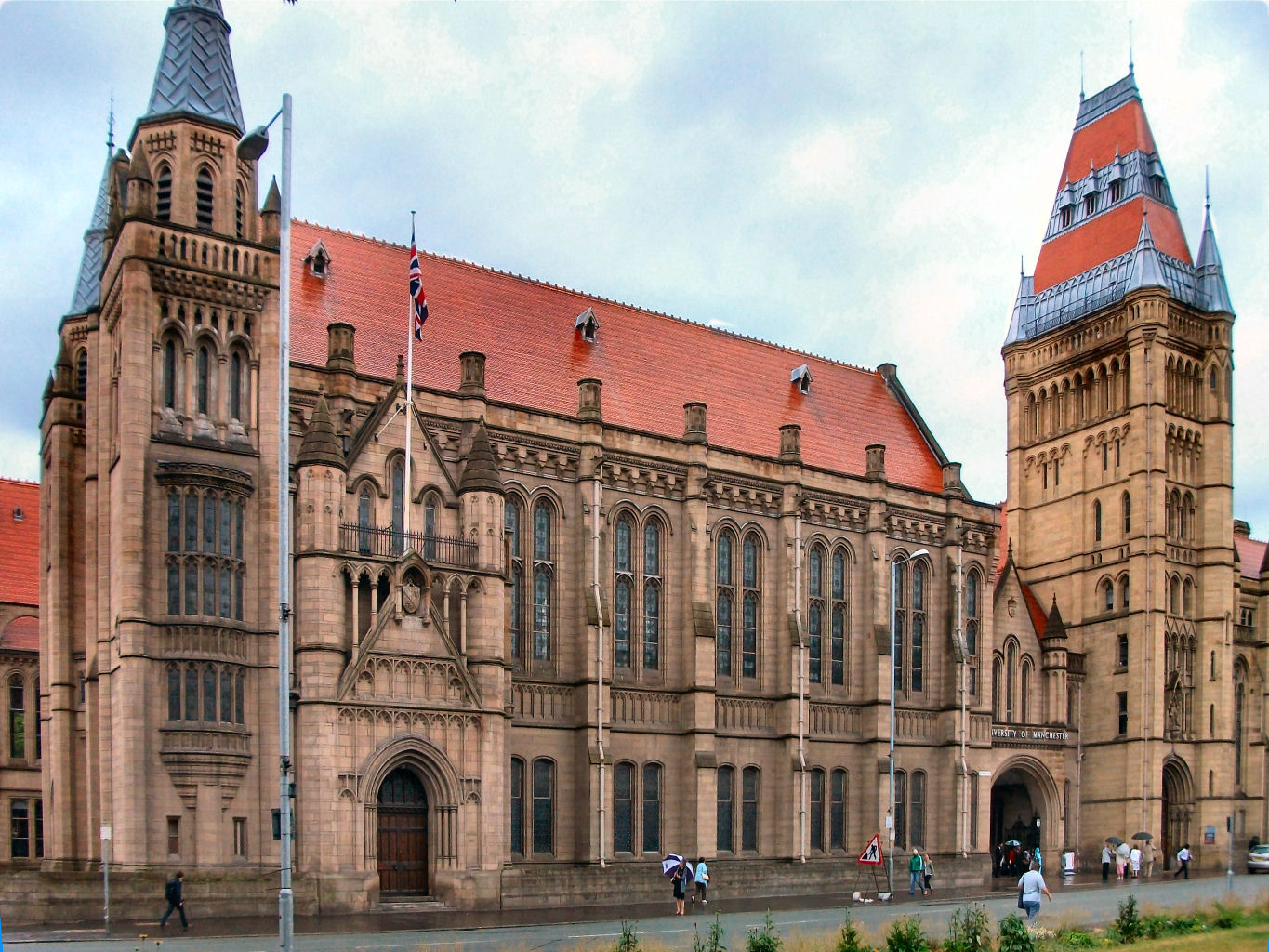
Whitworth Hall, edificio de Oxford Road de la Universidad de Mánchester

Decidida a labrarse una carrera fuera de la docencia, en 1910 Wilkinson ganó la Beca Jones Open History, lo que le permitió estudiar en la Universidad de Mánchester.  Allí encontró muchas oportunidades para ampliar sus actividades políticas. Se unió a la rama universitaria de la Sociedad Fabiana, de la que llegó a ser secretaria adjunta. Continuó su labor sufragista uniéndose a la Sociedad para el Sufragio de las Mujeres de Mánchester, donde impresionó a Margaret Ashton, la primera mujer miembro del Ayuntamiento de Mánchester, por sus esfuerzos en los distritos electorales de North Manchester y Gorton.  A través de estas y otras actividades de campaña, Wilkinson conoció a muchos de los líderes contemporáneos de la izquierda radical: la veterana activista Charlotte Despard, el líder del ILP William Crawford Anderson, y Beatrice y Sidney Webb, entre otros. También conoció a Walton Newbold, un estudiante que más tarde se convirtió en el primer diputado comunista del Reino Unido. Ambos fueron novios durante un brevemente periodo y, aunque pronto se separaron, mantuvieron una estrecha colaboración política  durante muchos años. 
En su último año en la universidad, Wilkinson fue nombrada miembro del comité ejecutivo de la Federación Universitaria Socialista (USF), una organización interinstitucional creada para reunir a estudiantes socialistas de todo el país. Este nombramiento le procuró nuevos contactos que normalmente se reunían en las escuelas de verano fabianas para escuchar conferencias de líderes del ILP como Ramsay MacDonald y Arthur Henderson y activistas sindicales como Ben Tillett y Margaret Bondfield. En medio de estos descansos seguía estudiando y cosechando premios. En el verano de 1913 obtuvo su licenciatura, no con los primeros honores  que sus tutores habían pronosticado, sino un segundo superior. Wilkinson lo racionalizó así: "Sacrifiqué deliberadamente mi sobresaliente... para dedicar mi tiempo libre a una huelga que hace estragos en Manchester".  

### Carrera política

#### Organización sindical
Al dejar la universidad en junio de 1913, Wilkinson se convirtió en trabajadora asalariada de la Unión Nacional de Sociedades de Sufragio de Mujeres (NUWSS).  Ayudó a organizar la Peregrinación Sufragista  de 1913, en la que más de 50.000 mujeres de todo el país marcharon en una manifestación masiva en Hyde Park, Londres.   Comenzó a comprender mejor   los mecanismos de la política y las campañas, y se convirtió en una oradora consumada, capaz de defenderse incluso en las reuniones públicas más hostiles. 
Cuando comenzó la Primera Guerra Mundial en agosto de 1914, Wilkinson, como muchos miembros del movimiento laborista, la condenó como un ejercicio imperialista que provocaría la muerte de millones de trabajadores. No obstante, asumió el cargo de secretaria honoraria de la rama de Mánchester del Cuerpo de Emergencia de Mujeres (WEC), un organismo que buscaba trabajos de guerra adecuados para las mujeres voluntarias. Con la llegada de la guerra, el NUWSS se dividió entre partidarios a favor o en contra de la guerra. Finalmente se separaron, y las pacifistas (incluida la rama de Wilkinson en Mánchester) se alinearon con la Liga Internacional de Mujeres por la Paz y la Libertad (WIL), entre las que se encontraba a Agnes Harben.  Con poca actividad sufragista para organizar, Wilkinson buscó otro trabajo y en julio de 1915 fue nombrada organizadora nacional del Sindicato Amalgamado de Empleados Cooperativos (AUCE), con especial responsabilidad en el reclutamiento de mujeres para el sindicato.  En este puesto luchó por la igualdad salarial entre mujeres y hombres y por los derechos de los trabajadores no cualificados y peor pagados cuando estos intereses entraban en conflicto con los de los sindicatos artesanos mejor pagados.   Para lograr estos objetivos organizó una serie de huelgas  con éxitos notables en Carlisle, Coatbridge, Glasgow y Grangemouth.  Tuvo menos suerte en la gestión de un largo conflicto en la imprenta Longsight de Mánchester, en el verano de 1918, donde sus oponentes describieron sus tácticas como "guerra de guerrillas irrazonable".  Como resultado de sus acciones, Wilkinson perdió brevemente su empleo en el sindicato, pero fue readmitida  rápidamente tras las protestas de los afiliados y después de disculparse por su papel en la huelga.   A partir de1918 fue la representante de su sindicato en varias juntas comerciales y órganos consultivos nacionales que intentaban establecer salarios mínimos para los trabajadores peor pagados.  En 1921, la AUCE se fusionó con el Sindicato Nacional de Trabajadores Generales y de Almacén para formar el Sindicato Nacional de Trabajadores Distributivos y Afines (NUDAW). 
El trabajo de Wilkinson en el sindicato proporcionó nuevas alianzas y amistades útiles. Entre ellas la de  John Jagger, futuro presidente del sindicato.  Siguió siendo una fabiana activa y, después de que el Departamento de Investigación Fabiano se convirtiera en el Departamento de Investigación Laboral en 1917, formó parte del comité ejecutivo del nuevo organismo.  A través de estas conexiones se convirtió en miembro de la Liga Nacional de Gremios (NGL), una organización que promovía la democracia industrial, el control de los trabajadores y las asociaciones de productores en un sistema nacional de gremios.  Mantuvo su relación con la WIL, cuya conferencia de 1919 adoptó una postura no pacifista que justificaba la lucha armada como un medio para derrotar al capitalismo. En 1920, tras visitar Irlanda con motivo de la WIL , hizo una crítica abierta de las acciones del gobierno británico, en particular de su uso de los "Black and Tans" como fuerza paramilitar. En diciembre de ese año testificó ante el Comité de Investigación del Congreso en Washington sobre la conducta de las fuerzas británicas en Irlanday  pidió una tregua inmediata y la liberación de los prisioneros republicanos.  

#### Comunismo
Al igual que otros otros muchos laboristas, Wilkinson se radicalizó con la Revolución Rusa de 1917. Veía el comunismo como modelo del futuro, y cuando se formó el Partido Comunista de Gran Bretaña (CPGB) en el verano de 1920,  Wilkinson formaba parte de un grupo de miembros del ILP de ideología marxista que se convirtieron en miembros fundadores. Durante los años siguientes, el CPGB fue el centro de su actividad política, aunque mantuvo su militancia en el Partido Laborista, que en aquella época  aceptaba la doble afiliación  CPGB/Laborista. 
En 1921, Wilkinson asistió al Congreso de la Internacional Roja de Sindicatos y al Segundo Congreso de Mujeres Comunistas en Moscú,  donde conoció a varios líderes comunistas rusos, incluido el ministro de Defensa, León Trotsky, y Nadezhda Krupskaya, la educadora que fue  esposa de Lenin; Wilkinson consideró el discurso de Krupskaya el mejor del Congreso.  El principal resultado de la reunión fue la fundación de la Internacional Sindical Roja, a menudo conocida como "Profintern". El objetivo de esta organización era buscar un cambio revolucionario a través de la acción industrial, que condujera al derrocamiento del capitalismo mundial.  En su país, aunque no logró persuadir a su sindicato, NUDAW, para que se afiliara al Profintern,  Wilkinson continuó promoviendo los logros rusos, especialmente la emancipación de las trabajadoras.  En noviembre de 1922, en una reunión para celebrar el quinto aniversario de la Revolución Rusa, Wilkinson declaró que el pueblo ruso podía mirar hacia adelante con esperanza y se preguntó si se podía decir lo mismo de las personas condenadas a vivir en los barrios bajos de Mánchester.  Sin embargo, Wilkinson estuvo cada vez más enfrentada con los comunistas de Mánchester, por las estrategias industriales e internacionales del partido. 

#### Candidaturas parlamentarias
Wilkinson apoyó desde el principio y  durante toda su vida al Consejo Nacional de Colegios Laboristas, creado en 1921 con el respaldo de la NUDAW con el objetivo de educar a los estudiantes de la clase trabajadora en los principios de la clase trabajadora.   Se convirtió en candidata parlamentaria  por la NUDAW y en 1923, cuando todavía era miembro del CPGB, solicitó su nominación como candidata parlamentaria del Partido Laborista para el distrito electoral de Gorton.  No tuvo éxito, pero en noviembre de 1923 fue elegida concejal del Ayuntamiento de Mánchester por el barrio de Gorton;  Hannah Mitchell, su compañera de trabajo en las campañas sufragistas anteriores a la guerra, fue también concejal. En su corta carrera en el consejo (sólo estuvo en el cargo hasta 1926)  las principales áreas de interés de Wilkinson fueron el desempleo, la vivienda, el bienestar infantil y la educación. 
Cuando el primer ministro, Stanley Baldwin, convocó elecciones generales para diciembre de 1923, Wilkinson fue adoptada como candidata parlamentario laborista por Ashton-under-Lyne.  No ocultó sus afiliaciones comunistas y afirmó que "en este país sólo tendremos una clase, la clase obrera".  En una contienda a tres bandas quedó tercera, detrás del candidato conservador y liberal.  Las elecciones generales dieron como resultado un parlamento sin mayoría y un gobierno laborista en  minoría presidido por Ramsay MacDonald asumió el poder.  Durante su breve mandato en el poder, el Partido Laborista proscribió al Partido Comunista y prohibió la doble afiliación.  Ante la disyuntiva, Wilkinson abandonó el CPGB, alegando los "métodos excluyentes y dictatoriales del partido que hacen imposible la formación de una verdadera izquierda entre los progresistas de los sindicatos y del Partido Laborista".  Tras ello, fue elegida como candidata laborista por la circunscripción de Middlesbrough East. 

### Diputada por Middlesbrough

#### En la oposición, 1924-29

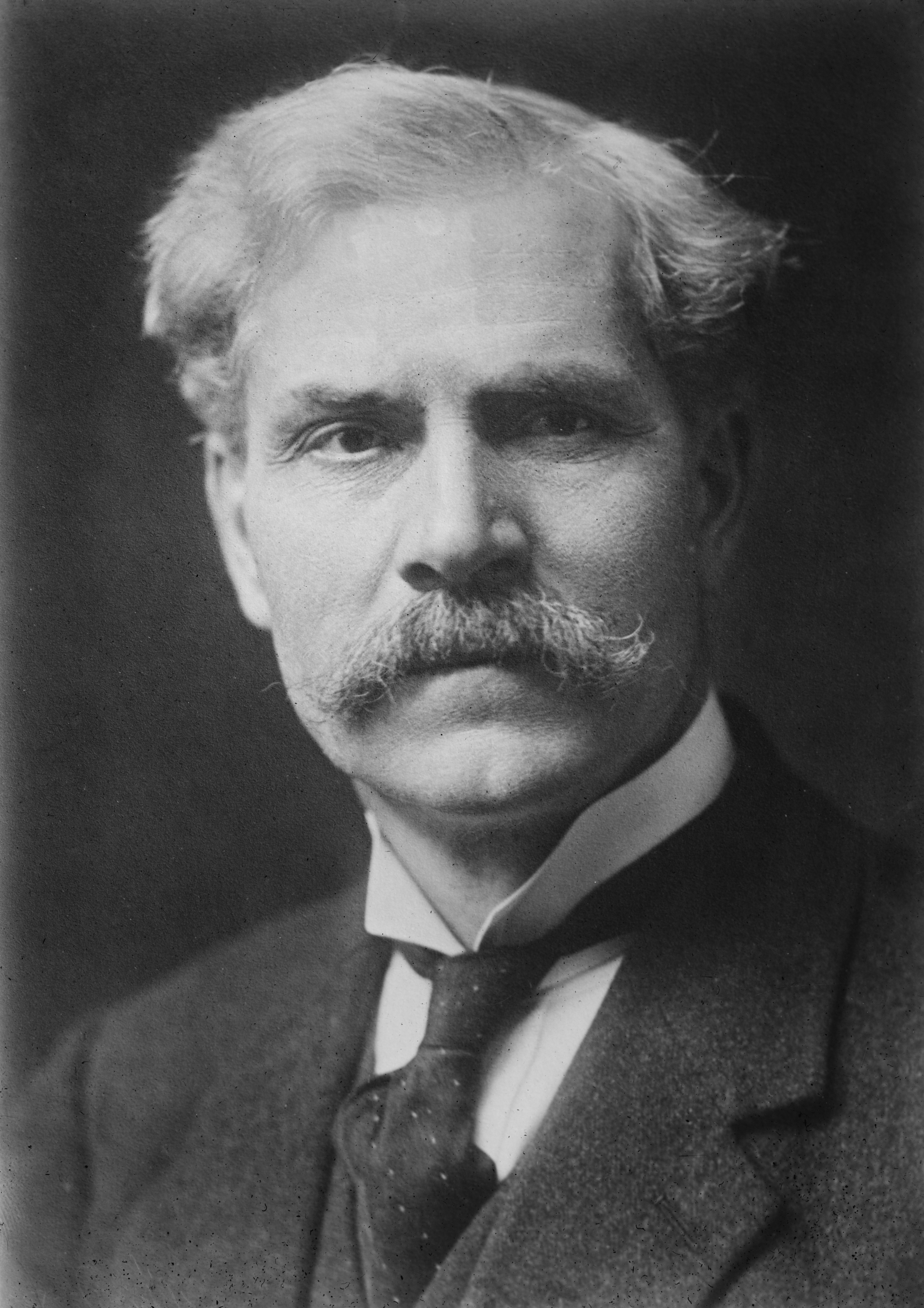
Ramsay MacDonald, primer primer ministro laborista

El 8 de octubre de 1924, el gobierno laborista de MacDonald dimitió, tras perder una moción de confianza en la Cámara de los Comunes.  Las últimas elecciones generales estuvieron dominadas por la controversia en torno a la carta de Zinoviev, que generó un "pánico rojo" poco antes del día de las elecciones y contribuyó a una victoria conservadora masiva.   La representación del Partido Laborista en la Cámara de los Comunes cayó a 152, contra 415 de los conservadores;  Wilkinson fue la única mujer elegida en las filas laboristas,  ganando Middlesbrough East con una mayoría de 927 sobre su oponente conservador. 
La llegada de Wilkinson a la Cámara de los Comunes suscitó muchos comentarios de la prensa, muchos de ellos relacionados con su pelo rojo brillante y los vivos colores de su vestimenta.  Ella comunicó a los diputados: "Resulta que represento en esta Cámara a una de las zonas de mayor producción de hierro y acero del mundo; sé que no lo parezco, pero es así".  La revista Woman's Leader la describió como una "feminista vigorosa e intransigente y una política estremadamente tenaz, enérgica y testaruda".  En una ocasión, un policía intentó impedirle la entrada a la sala de fumadores de la Cámara de los Comunes debido a su sexo; Wilkinson respondió: "No soy una dama, soy una diputada del Parlamento".  Como portavoz no oficial de los derechos de las mujeres,  Wilkinson fomentó un debate abierto sobre el control de la natalidad, reprendiendo a la sindicalista católica Bertha Quinn por calificarlo de "crimen" en una convención de mujeres laboristas en 1925. Ese mismo año Wilkinson logró una de sus primeras victorias parlamentarias, al convencer al gobierno de que corrigiera las anomalías que afectaban a las viudas en su proyecto de ley de pensiones.  En marzo de 1926, se unió a Lady Astor, del Partido Conservador, para atacar la propuesta gubernamental de reducir el gasto en centros de formación de mujeres.  Ese mismo Wilkinson fue elegida presidenta de la sección del distrito de Mánchester de la Asociación Eléctrica de Mujeres, Astor era la presidenta nacional. Brian Harrison, biógrafo de Wilkinson en ODNB, reconoce que, aunque las "cuestiones de mujeres" solían estar en primer plano en sus discursos, ella era ante todo socialista más que feminista y, si se hubiera visto obligada a decidir entre ambas, habría elegido la primera. 
Durante los nueve días que duró la huelga general de mayo de 1926, Wilkinson recorrió el país para defender la causa de los huelguistas en reuniones y mítines. Quedó devastada cuando el Congreso de Sindicatos desconvocó la huelga. A principios de junio se unió a George Lansbury y otras personalidades importantes del Partido Laborista y de los sindicatos en la plataforma de una manifestación en Albert Hall que recaudó alrededor de £1.200 en beneficio de los mineros, que continuaron en huelga a pesar de la decisión del TUC.  Las reflexiones de Wilkinson sobre la huelga quedaron registradas en A Workers' History of the Great Strike (1927), del que fue coautora con Raymond Postgate y Frank Horrabin,  y en una novela semiautobiográfica, Clash, que publicó en 1929.   También visitó Estados Unidos en agosto de 1926 para recaudar apoyo financiero para los mineros, lo que provocó críticas del primer ministro conservador Baldwin, quien negó que el cierre patronal estuviera causando problemas. 
A lo largo de su carrera, Wilkinson se opuso al imperialismo. En febrero de 1927 asistió al Congreso Fundor de la Liga Contra el Imperialismo en Bruselas, donde conoció y entabló amistad con el líder nacionalista indio Jawaharlal Nehru.  En 1927 fue elegida miembro del Ejecutivo Nacional del Partido Laborista, lo que le dio voz en la formulación de la política del partido. Beatrice Webb, que veía en ella a una futura candidata a un alto cargo, por delante de otras mujeres laboristas más veteranas como Margaret Bondfield y Susan Lawrence, observó con aprobación su avance.  Fue una incansable defensora de la igualdad de las mujeres y desafió la caricatura de las jóvenes sin derecho a voto llamándolas "flappers".  El 29 de marzo de 1928, Wilkinson votó en la Cámara de los Comunes a favor del proyecto de ley que se convirtió en la Ley de Representación del Pueblo (Igualdad de derechos) de 1928, por el que se otorgaba el voto a todas las mujeres de 21 años o más.  Durante el debate declaró: “Estamos haciendo por fin un gran acto de justicia hacia las mujeres del país (...) igual que  hemos abierto la puerta a las mujeres mayores, esta noche se la abrimos a las que acaban de entrar en el umbral de la vida y en cuyas manos está el futuro país que vamos a construir". 

#### En el gobierno, 1929-1931
En mayo de 1929 Baldwin convocó elecciones generales. Como miembro del Ejecutivo Nacional del Partido Laborista, Wilkinson ayudó a redactar el manifiesto de su partido, aunque su preferencia por una lista de propuestas políticas específicas fue rechazada en favor de una larga declaración de ideales y objetivos.   En Middlesbrough fue reelegida con una amplia mayoría sobre sus oponentes conservadores y liberales.  El Partido Laborista fue el más votado en las elecciones, con 288 miembros (nueve de los cuales eran mujeres),  mientras que los conservadores y los liberales obtuvieron 260 y 59, respectivamente.   MacDonald formó su segundo gobierno minoritario del que formaban parte dos mujeres en puestos ministeriales: Margaret Bondfield como ministra de Trabajo y Susan Lawrence como Secretaria Parlamentaria en el Ministerio de Salud. A Wilkinson no se le otorgó el cargo, pero fue nombrada Secretaria Privada Parlamentaria (PPS) de Lawrence, lo que indicaba que estaba destinada a una futura promoción.  
Desde su inicio, el segundo gobierno de MacDonald se vio abrumado por la doble crisis del creciente desempleo y la recesión del comercio mundial que siguió al crack financiero de finales de 1929. El Partido Laborista estaba dividido. El Canciller, Philip Snowden, proponía un control estricto del gasto público, mientras que otros miembros, entre ellos Wilkinson, creían que el problema no era la sobreproducción, sino el insuficiente consumo. La solución, argumentaba, pasaba por aumentar, y no reducir, el poder adquisitivo de los más pobres de la sociedad.  En cuanto a la cuestión del desempleo, Wilkinson apoyó el "Memorando" de Oswald Mosley, un plan de reconstrucción económica y obras públicas que fue rechazado por el gobierno por razones de coste; Mosley dimitió del gobierno como protesta.   
Con el apoyo de Wilkinson, la Ley de Tratamiento Mental de 1930 recibió el  consentimiento real el 30 de junio de 1930.  Ese mismo año, copatrocinó un proyecto de ley para limitar a 48 horas semanales el horario de trabajadores del comercio y despreció a los conservadores que se oponían a la medida y que, según ella, parecían pensar que todo el trabajo en las tiendas se realizaba en la "relajante atmósfera" y los "exquisitos aromas" de Jermyn Street y Bond Street.  El proyecto de ley fue remitido a una comisión parlamentaria, sin llegar a ninguna parte.  A medida que avanzaba el parlamento, se hacía cada vez más difícil promover la legislación social ante la creciente crisis financiera y el uso por parte de la Cámara de los Lores, dominada por los conservadores, de sus poderes estatutarios para demorar la aprobación de leyes. 
Las divisiones en el Partido Laborista se agudizaron durante 1931. Mientras el gobierno luchaba por cumplir con los recortes de gastos recomendados en el Informe de Mayo que ascendía a 97 millones de libras, la mayoría (67 millones) provenían de reducciones en los costes del desempleo.  El gobierno cayó el 23 de agosto de 1931. Para llevar a cabo los recortes necesarios, MacDonald y un pequeño número de diputados  laboristas formaron un Gobierno nacional con los conservadores y los liberales, mientras que el grueso del Partido Laborista, incluida Wilkinson, pasó a la oposición.  En las elecciones generales que se celebraron en octubre, el Partido Laborista fue derrotado, conservando solo 52 escaños.  En Middlesbrough East, el voto de Wilkinson casi igualó al total que obtuvo en1929, pero fue derrotada frente al candidato que representaba al Gobierno Nacional  por más de 6.000 votos. 

### Fuera del Parlamento, 1931-1935
Wilkinson racionalizó la derrota laborista en un artículo del Daily Express, argumentando que el partido había perdido porque "no era bastante socialista", un tema que desarrolló en numerosos artículos de periódicos y revistas radicales. En un tono menos serio, publicó Peep at Politicians, una colección de retratos humorísticos de colegas y oponentes parlamentarios. Sobre   Winston Churchill  escribió que era "alegremente indiferente en cuanto a si las nuevas [ideas] que adquiría coincidían con la colección que ya poseía", y describió a Clement Attlee como "demasiado exigente para la intriga y demasiado modesto para la ambición excesiva".  Su segunda novela, The Division Bell Mystery, ambientada en la Cámara de los Comunes, se publicó en 1932; Paula Bartley, biógrafa de Wilkinson, reconoce que Wilkinson no era una novelista de primera clase, pero "la actualidad autobiográfica de [sus] libros los hacía muy atractivos". 
En 1932, la Liga India invitó a Wilkinson a formar parte de una pequeña delegación para informar sobre las situación en la India. Durante su visita de tres meses conoció a Gandhi, entonces en prisión, y se convenció de que su cooperación era esencial para cualquier perspectiva de paz en el subcontinente. A su regreso, expuso sus conclusiones en un informe contundente, The Condition of India (La condición de la India), publicado en 1934.  Visitó Alemania poco después de que Hitler llegara al poder en 1933 y publicó un panfleto, El terror en Alemania, que documentaba los primeros incidentes de ultraje nazi.  Colaboró con un refugiado de la Alemania de Hitler, Edward Conze, para producir un importante libro, ¿Por qué el fascismo? , que condenaba el gradualismo del Partido Laborista y su enfoque en el parlamento, así como el fracaso de la estrategia comunista, argumentando la necesidad de la unidad de los trabajadores de base y la revolución para controlar la amenaza del fascismo en toda Europa.  Mientras tanto, sus perspectivas parlamentarias habían revivido tras su elección como candidata laborista por Jarrow, una ciudad de construcción naval en Tyneside.  Jarrow había quedado devastada a principios de los años 30 por el deterioro y el cierre de los astilleros Palmers, la principal fuente de empleo de la ciudad. A principios de 1934, Wilkinson encabezó una delegación de desempleados de Jarrow para reunirse con el primer ministro, MacDonald, en su cercano distrito electoral de Seaham, y recibió simpatía pero ninguna acción positiva.   No le impresionó la Ley de Áreas Especiales del gobierno, aprobada a fines de 1934 y diseñada para ayudar a zonas desfavorecidas como Jarrow; pensaba que la legislación proporcionaba una financiación   inadecuada y beneficiaba más a los empresarios que a los trabajadores.  

### Jarrow MP

#### Marcha de Jarrow

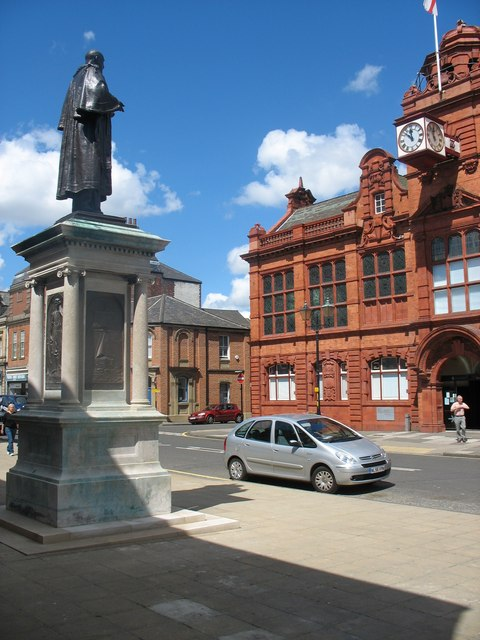
Ayuntamiento de Jarrow y estatua de Palmer, punto de partida de la Marcha de Jarrow, 5 de octubre de 1936 (fotografía de 2007)

En las elecciones generales de noviembre de 1935, el Gobierno nacional, dirigido por Baldwin desde el retiro de MacDonald a principios de ese año, ganó de manera convincente, aunque los laboristas aumentaron su representación en la Cámara de los Comunes a 158.  Wilkinson fue elegida en Jarrow con una mayoría de 2.350 votos.  A pesar de que la pobreza en la ciudad era grande, había esperanzas de que su desempleo crónico se aliviaría pronto con la construcción de una gran acería en el sitio abandonado del astillero.  Sin embargo, el plan fue rechazado por los fabricantes de acero representados por la British Iron and Steel Federation  (BISF), quienes consideraban que el aumento en la producción de acero debería realizarse ampliando las   instalaciones existentes.  El 30 de junio de 1936, Wilkinson pidió a Walter Runciman, ministro responsable, "que indujera a la Federación del Hierro y el Acero a seguir una política menos egoísta que la que sigue actualmente".  Su solicitud fue ignorada y el asunto se retrasó indefinidamente por el nombramiento de un comité para considerar el desarrollo general de la industria siderúrgica, un comité, según señaló un escritor del TheTimes, dominado por miembros del BISF.  Una delegación del ayuntamiento de Jarrow se reunió con Runciman para protestar contra la decisión, pero la respuesta fue que "Jarrow debe encontrar su propia salvación".  
Según Wilkinson, la frase despectiva de Runciman "encendió la ciudad".  Bajo la dirección general de su presidente, David Riley, el ayuntamiento comenzó a preparar una manifestación en forma de marcha a Londres para presentar una petición al gobierno.  Las marchas de desempleados, generalmente denominadas "marchas del hambre", se venían celebrando desde principios de la década de 1920, a menudo bajo los auspicios del Movimiento Nacional de Trabajadores Desempleados dirigido por los comunistas. Esta dimensión política estaba asociada con propaganda de extrema izquierda.  El ayuntamiento de Jarrow decidió organizar su marcha sin connotaciones políticas y con el respaldo de todos los sectores de la ciudad.  Esto no impidió que Hensley Henson, obispo de Durham,denunciara la marcha como "presión revolucionaria de la turba " y condenara la acción de James Gordon, obispo de Jarrow, quien dio su bendición a la marcha.  Incluso dentro del Partido Laborista, Wilkinson encontró tibia la actitud de los dirigentes, temerosos de una posible asociación con el socialismo revolucionario.  

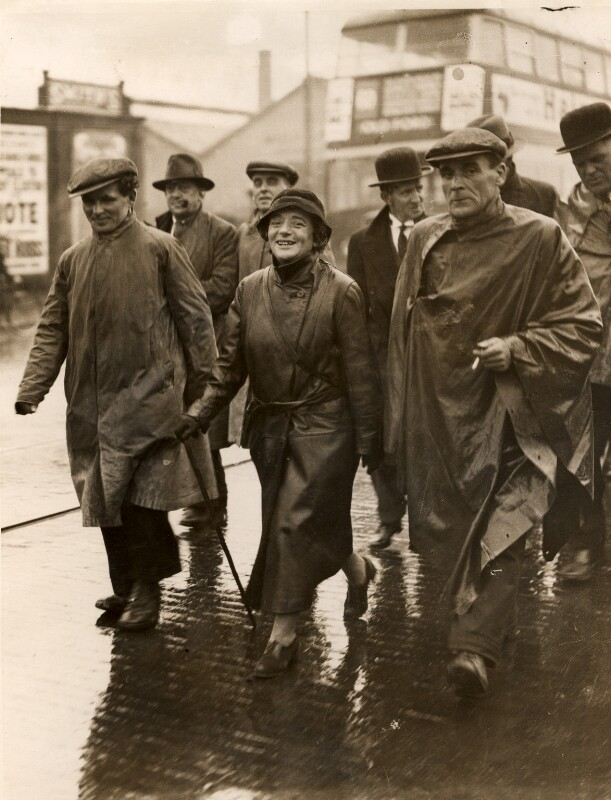
Ellen Wilkinson marchando con los Jarrow Marchers, Cricklewood, Londres

El 5 de octubre de 1936, un grupo de 200 personas partió del Ayuntamiento de Jarrow en una marcha de 282 millas,  con el propósito de llegar a Londres el 30 de octubre para el inicio de la nueva legislatura.  Wilkinson no hizo todo el recorrido, pero se unió a la marcha siempre que sus compromisos se lo permitían.  En la conferencia del Partido Laborista de ese año, celebrada en Edimburgo, esperaba despertar entusiasmo, pero en su lugar fue condena por "enviar a hombres hambrientos y mal vestidos por todo el país".  Esta actitud negativa se vio reflejada en algunos de los partidos locales que se encontraban en la ruta de la marcha. En esas áreas, según recordó Wilkinson con ironía, los conservadores y los liberales se ocuparon de las necesidades de los manifestantes.  El 31 de octubre los manifestantes llegaron a Londres, pero Baldwin se negó a recibirlos.  El 4 de noviembre, Wilkinson presentó la petición de la ciudad a la Cámara de los Comunes. Firmada por 11.000 ciudadanos de Jarrow, concluía: "La ciudad no puede quedar abandonada y, por  tanto, sus peticionarios humildemente ruegan que el Gobierno de Su Majestad y esta honorable Cámara se den cuenta de la urgente necesidad de que se proporcione trabajo sin más demora".  En el breve debate que siguió, Runciman opinó que "la situación del desempleo en Jarrow, aunque todavía está lejos de ser satisfactoria, ha mejorado en los últimos meses". En respuesta, un diputado laborista comentó que "la complacencia del Gobierno se considera en todo el país una afrenta a la conciencia nacional". 
Los manifestantes regresaron a Jarrow en tren, para encontrarse con que su subsidio de desempleo se había reducido porque "no habían estado disponibles para trabajar" en caso de que se produjera alguna vacante.   Los historiadores Malcolm Pearce y Geoffrey Stewart sugieren que el éxito de la marcha de Jarrow se radicaba en el futuro; "ayudó a dar forma a las percepciones (posteriores a la Segunda Guerra Mundial) de la década de 1930", y allanó así el camino a la reforma social.  Según Vernon, sembró la idea de la justicia social en las mentes de las clases medias. "Irónica y trágicamente", afirma Vernon, "no fue una cruzada pacífica, sino el impulso del rearme lo que devolvió la actividad industrial a Jarrow".  Wilkinson publicó un relato de las tribulaciones de Jarrow en su último libro,The Town that was Murdered (1939), donde escribió "La difícil situación de Jarrow no es un problema local. Es el síntoma de un mal nacional". 

#### Preocupaciones internacionales y nacionales
En noviembre de 1934, como representante del Comité de ayuda  a las víctimas del fascismo, Wilkinson visitó la provincia de Asturias, en el norte de España, para informar sobre el aplastamiento del levantamiento de los mineros de Oviedo. Fue expulsada del país por la fuerza.   A pesar de que se le había prohibido entrar en Alemania por ser considerada indeseable, Wilkinson continuó visitando el país de forma encubierta y, como corresponsal del Sunday Referee, fue la primera en informar sobre la intención de Hitler de entrar en Renania, en marzo de 1936.  España, sin embargo, llegó a ocupar un lugar especial en su oposición a la expansión del fascismo. Cuando un sector del ejército español bajo el mando de  Francisco Franco atacó al gobierno de coalición electo del Frente Popular y precipitó la Guerra civil española, Wilkinson creó el Comité español de ayuda médica y el Comité Nacional Conjunto para el Socorro Español.  Más tarde en el Parlamento se opuso a la política de no intervención del gobierno británico que, insistió, "estaba del lado del general Franco".  Regresó a España en abril de 1937 como miembro de una delegación compuesta exclusivamente por mujeres encabezada por la duquesa de Atholl, y más tarde escribió que sintió "una rabia impotente y asfixiante" al presenciar los efectos de los bombardeos aéreos sobre pueblos indefensos.  En una nueva visita, en diciembre de 1937, estuvo acompañada por Attlee, entonces líder del Partido Laborista, y Philip Noel-Baker, también diputado laborista. Tras observar la inminente hambruna de los escolares de Madrid, a su regreso a Gran Bretaña creó un fondo "Leche para España", junto con otras iniciativas humanitarias. 
Aunque hacía tiempo que había roto sus vínculos formales con el Partido Comunista Británico, Wilkinson mantenía fuertes lazos con otras organizaciones comunistas nacionales y extranjeras. Su relación con destacados comunistas como Willi Münzenberg y Otto Katz se desprende en los servicios de inteligencia británicos sobre ella.  Sin embargo, no estaba dispuesta a arriesgarse a perder su escaño parlamentario, por ello mantuvo dentro de unos límites su comportamiento rebelde.  En 1937, Wilkinson formó parte de un grupo de conocidos laboristas (entre ellos Aneurin Bevan, Harold Laski y Stafford Cripps) que fundaron la revista de izquierdas Tribune. En el primer número escribió sobre la necesidad de luchar contra el desempleo, la pobreza, la desnutrición y la vivienda inadecuada.  Consciente de la dependencia del crédito de muchas familias de bajos ingresos, presentó un proyecto de ley para regular los contratos de compra a plazos, que en aquella época eran objeto de frecuentes abusos, y con el apoyo de todos los partidos consiguió la aprobación de la Ley de Compra a Plazos de 1938. 
Wilkinson se opuso firmemente a las políticas de apaciguamiento del Gobierno Nacional hacia los dictadores europeos. El 6 de octubre de 1938, en la Cámara de los Comunes, condenó las acciones del primer ministro, Neville Chamberlain, al firmar el Acuerdo de Múnich.  El 24 de agosto de 1939, mientras el Parlamento consideraba el recientemente firmado Pacto Molotov-Ribbentrop, Wilkinson atacó el fracaso de Chamberlain para aliarse con Rusia en un frente común contra Hitler. "Una y otra vez", dijo a la Cámara de los Comunes, "hemos tenido al primer ministro... anteponiendo los estrechos intereses de su clase y de los ricos al interés nacional". 

### Segunda Guerra Mundial

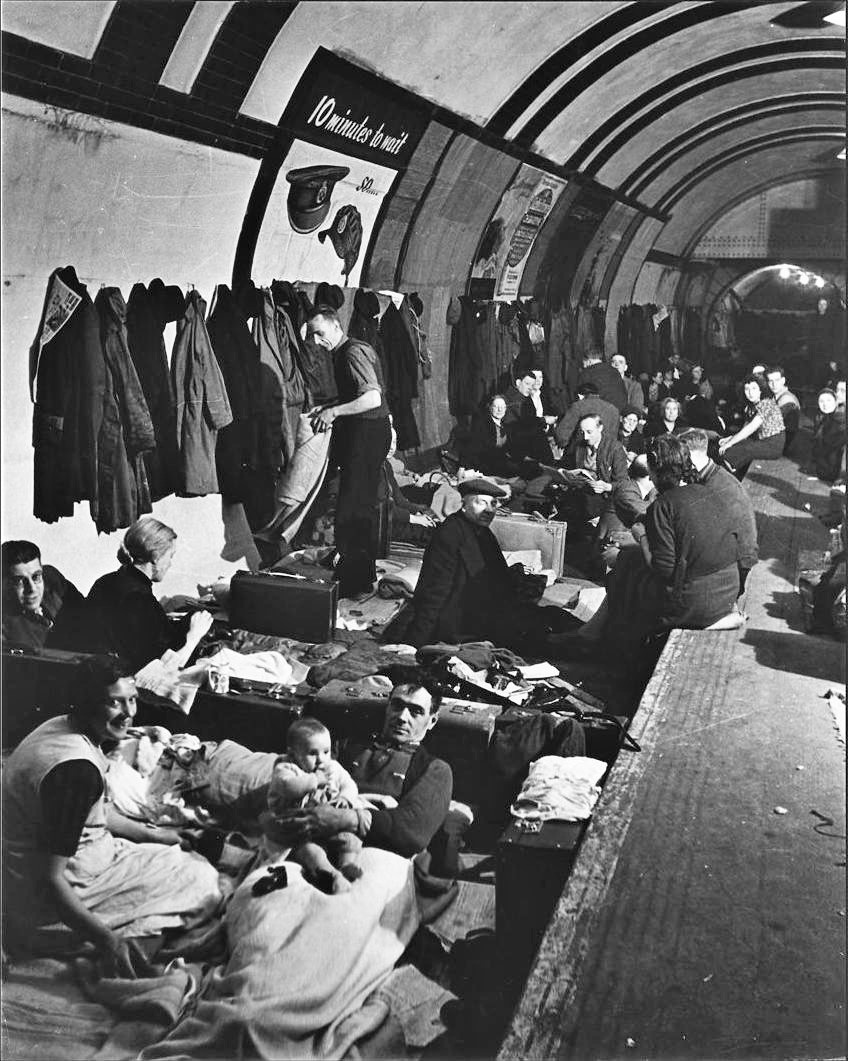
Familias refugiadas en una estación del metro de Londres, c. 1940

Wilkinson apoyó la declaración de guerra de Gran Bretaña a Alemania, el 3 de septiembre de 1939, aunque criticó la conducta de Chamberlain en la guerra.  En mayo de 1940, cuando la coalición multipartidista de Churchill reemplazó al Gobierno Nacional de Chamberlain, Wilkinson fue nombrada Secretaria Parlamentaria del Ministerio de Pensiones. En octubre de 1940 fue trasladada al Ministerio de Seguridad Nacional, como una de las tres secretarias parlamentarias de Herbert Morrison, con responsabilidades en materia de refugios antiaéreos y defensa civil. Cuando comenzaron los bombardeos aéreos sobre las ciudades británicas en el verano de 1940, muchos londinenses utilizaron las estaciones de metro como refugios improvisados, y a menudo vivieron allí durante días en condiciones cada vez más miserables. A finales de 1941, Wilkinson había supervisado la distribución de más de medio millón de "refugios Morrison"de interior: mesas de acero reforzado con laterales de malla metálica, bajo las cuales una familia podía dormir en casa.  Apodada la "reina de los refugios" por la prensa, recorrió con frecuencia las ciudades bombardeadas para compartir las penurias y levantar la moral.  Más controvertida fue su aprobación del reclutamiento de mujeres para el Servicio Auxiliar de Bomberos para realizar tareas de vigilancia contra incendios, una política que provocó una considerable oposición por parte de las mujeres, que consideraban que sus tareas domésticas eran una carga suficiente. Incluso el propio sindicato de Wilkinson, NUDAW, desaprobó la medida, pero Wilkinson se mantuvo firme. 
La disciplina de trabajar en un puesto ministerial, junto con la influencia de Morrison y su distanciamiento del comunismo, alejaron a Wilkinson de muchas de sus antiguas posturas izquierdistas. En enero de 1941, apoyó la decisión de Morrison de suprimir el periódico comunista The Daily Worker por su propaganda antibritánica,   y votó a favor de la legislación de guerra que prohibía las huelgas en industrias clave.  Ahora aceptada dentro de la corriente dominante del Partido Laborista, formó parte de varios comités políticos clave y, en junio de 1943, se convirtió en vicepresidenta de la Ejecutiva Nacional del partido, y sucedió en la presidencia a George Ridley, cuando este falleció en enero de 1944.  En la lista de honores de Año Nuevo de 1945 fue nombrada Consejera Privada,  siendo la tercera mujer (después de Margaret Bondfield y Lady Astor ) en recibir esta distinción.   En abril de 1945, formó parte de una delegación parlamentaria que viajó a San Francisco para comenzar a trabajar en la creación de las Naciones Unidas. 

### Posguerra

#### Maniobras de liderazgo
Wilkinson había establecido una estrecha relación con Morrison, personal y políticamente, antes y durante su asociación ministerial en tiempos de guerra.  Ella consideraba que él, y no el tranquilo Attlee, debería liderar el Partido Laborista, y había promovido sus credenciales de líder en 1935 y 1939.   En 1945, Morrison informó a Attlee de su intención de buscar el liderazgo "en interés de la unidad del partido".  En las elecciones generales celebradas en julio de ese año, los laboristas obtuvieron una victoria aplastante, con 393 escaños frente a los 213 de los conservadores.  Esto no impidió que Wilkinson y otros siguieran presionando para que se produjera un cambio de líder, pero Attlee se adelantó a los acontecimientos al aceptar rápidamente la invitación del Rey para formar gobierno. No mostró ningún resentimiento hacia Morrison ni Wilkinson; el primero fue nombrado Lord Presidente del Consejo y vice primer ministro, mientras que Wilkinson fue nombrada Ministra de Educación, con un puesto en el gabinete. Emmanuel Shinwell, quien pasó a Ministro de Combustibles y Energía, comentó más tarde que "no es  mala táctica convertir a los enemigos en servidores de uno".  

#### Ministra de educación
Wilkinson fue la segunda mujer, después de Margaret Bondfield, en lograr un puesto en el gabinete británico.  Como Ministra de Educación, consideró que su principal tarea era la aplicación de la Ley de Educación de 1944 aprobada por la coalición en tiempos de guerra.  Esta ley establecía la gratuidad universal de  la educación secundaria y aumentaba la edad mínima para abandonar la escuela de 14 a 15 años con efecto a partir de 1947. No decía nada sobre cómo debía  organizarse la enseñanza secundaria. El especialista laborista en educación, James Chuter Ede, que había presentado la ley en el Parlamento junto con Rab Butler, consideraba que esto debería decidirse a escala de autoridades locales. Muchos expertos opinaban que los niños deberían realizar un examen —el "11-plus" — que determinaría si su educación secundaria sería en una escuela de gramática (académica), técnica o "moderna". Sin embargo, muchos laboristas consideraban que este sistema tripartito perpetuaba el elitismo y proponían un sistema basado en escuelas "multilaterales", o lo que más tarde se conocería como el sistema "integral " (Chuter Ede lo prefería). El sistema preveía grandes escuelas bajo un mismo techo, cada una con una serie de cursos de estudio apropiados para diferentes niveles de capacidad y un movimiento flexible entre cursos a medida que cambiaban las aptitudes de los niños.   Wilkinson creía, sin embargo, que una reconstrucción de tal envergadura era inalcanzable en aquel momento y se limitó a reformas más asequibles.  Su actitud cautelosa decepcionó y enfureció a una parte de la izquierda laborista y a representantes de los docentes, que consideraban que se había perdido una gran oportunidad de incorporar los principios socialistas a la educación. Sin embargo Wilkinson, estaba convencida de   que la selección a los 11 años permitiría a todos los que tuvieran   coeficientes intelectuales más altos, independientemente de su origen social, acceder a la educación secundaria. 

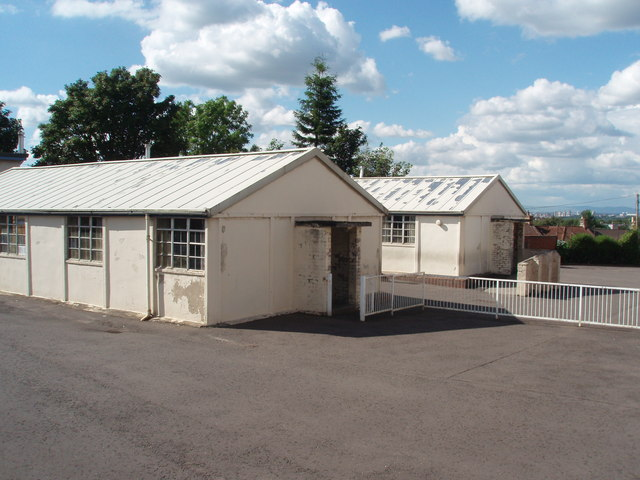
Cabañas-aulas temporales, construidas para dar cabida al aumento de alumnos en la escuela tras el aumento de la edad de abandono de la misma.

La primera prioridad para el  Wilkinson fue el aumento de la edad de abandono escolar. Para ello fue necesario contratar  y formar a miles de profesores adicionales y crear aulas para casi 400.000 niños más.  En el marco del Plan de Formación de Emergencia (ETS), se otorgaron becas a los exmilitares, hombres y mujeres, para formarse como docentes en un programa acelerado de un año; más de 37.000 habían recibido o estaban recibiendo capacitación a fines de 1946.  La rápida ampliación de las  instalaciones escolares se logró mediante la construcción de cabañas temporales, algunas de las cuales se convirtieron con el tiempo en escuelas.  Wilkinson estaba decidida a que el aumento de edad para dejar la escuela se implementara el 1 de abril de 1947 (la fecha establecida por la Ley de 1944) y, ante el escepticismo parlamentario, insistió en que sus planes estaban encaminados.  La aprobación final del gabinete para cumplir la fecha se produjo el 16 de enero de 1947. 
Otras reformas durante el mandato de Wilkinson como ministra incluyeron la distribución gratuita  de leche gratuita en las escuelas, mejoras en el servicio de comidas escolares, un aumento de las becas universitarias,  y una ampliación de la oferta de educación para adultos a tiempo parcial a través de los colegios del condado.  En octubre de 1945 viajó a Alemania para informar sobre la mejor manera de reactivar el destruido sistema educativo alemán.  Le sorprendió la rapidez con que, cinco meses después de su derrota, se abrían las escuelas y universidades del país. también visitó Gibraltar, Malta y Checoslovaquia.  En noviembre de 1945 presidió en Londres una conferencia internacional que condujo a la creación, un año más tarde, de la Organización de las Naciones Unidas para la Educación, la Ciencia y la Cultura ( UNESCO).  En uno de sus últimos discursos en el parlamento, el 22 de noviembre de 1946, subrayó que la UNESCO defendía "normas de valor"...dejando de lado la idea de que sólo importan las cosas prácticas". Profetizó que la organización "hará grandes cosas" e instó al gobierno a darle todo su apoyo. 

#### Enfermedad y muerte
Wilkinson padeció durante la mayor parte de su vida asma bronquial, que se agravando con el paso de los años debido al tabaquismo intenso y al exceso de trabajo.  Había estado enferma con frecuencia durante la guerra,  y había sufrido un colapso durante una visita a Praga en 1946.  El 25 de enero de 1947 asistió a la inauguración de la  Bristol Old Vic Theatre School. El invierno de 1946-1947 fue excepcionalmente frío y la ceremonia se celebró al aire libre.  Poco después, Wilkinson contrajo una neumonía; el 3 de febrero la encontraron en coma en su apartamento de Londres, y el 6 de febrero de 1947 falleció en el Hospital St Mary's, Paddington. 
En la investigación, el forense declaró que la causa de la muerte fue "insuficiencia cardíaca después de un enfisema, con bronquitis aguda y neumonía bronquial, acelerada por intoxicación con barbitúricos".  Wilkinson había estado tomando una combinación de fármacos durante varios meses para combatir el asma y el insomnio; el forense creyó que había tomado inadvertidamente una sobredosis de barbitúricos. Sin pruebas que indicaran que la sobredosis había sido deliberada, registró un veredicto de muerte accidental. A pesar de ello, se ha seguido especulación con la posibilidad de que Wilkinson se hubiera suicidado, aduciendo como motivos el fracaso de su relación personal con Herbert Morrison y su probable destino en una rumoreada remodelación del gabinete. En su biografía de Morrison de 1973, Bernard Donoughue y G.W. Jones sugieren que, dada la mala salud de Wilkinson, las cargas de su cargo ministerial llegaron a ser demasiado para ella. Sin embargo, la falta de pruebas concluyentes divide a los historiadores sobre la intención de Wilkinson de quitarse la vida.    [n 12]

## Legado
A lo largo de su carrera, Wilkinson contribuyó a reformas en numerosas áreas políticas: el sufragio igualitario para las mujeres, la igualdad salarial para las funcionarias públicas, la provisión de refugios antiaéreos para los habitantes de las ciudades y la protección de los derechos de los prestatarios de compras a plazos.  El historiador David Kynaston cita como su mayor logro práctico su éxito en el cumplimiento del calendario para el aumento de la edad de abandono escolar;  su sucesor como ministro de Educación, George Tomlinson, dejó constancia de lo mucho que había luchado para evitar el aplazamiento de la reforma, y expresó su pesar por el hecho de falleciera antes de la fecha establecida.  Su libro The Town that was Murdered dio a conocer  a la opinión pública la difícil situación de Jarrow y las consecuencias más generales del capitalismo desenfrenado en las comunidades de clase obrera. 

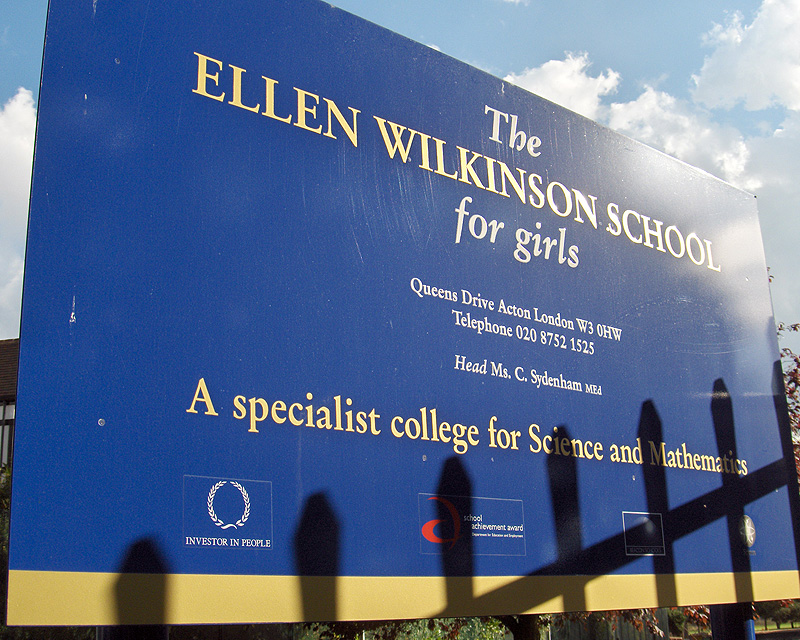
Un cartel en la escuela Ellen Wilkinson, Acton, Londres

El 25 de enero de 1941, Wilkinson recibió la libertad de la ciudad de Jarrow,  y en mayo de 1946 fue investida doctora honoris causa por  la Universidad de Mánchester.  Su nombre se ha sido conmemorado en la Escuela para Niñas Ellen Wilkinson de Ealing, al oeste de Londres,  en la Escuela Primaria y Centro Infantil Ellen Wilkinson en Newham, al este de Londres,  y en Ellen Wilkinson Estate, un proyecto de vivienda del Consejo del Distrito Urbano Felling de los años 1950 en Wardley, que en su día formó parte de su circunscripción electoral  de Jarrow, ahora en el distrito metropolitano de Gateshead; a escuela secundaria Ellen Wilkinson en Ardwick, que incorporó la antigua escuela de Wilkinson, llevó su nombre durante algunos años antes de su cierre en 2000.  El edificio Ellen Wilkinson en el campus de la Universidad de Mánchester alberga partes del Instituto de Educación de Mánchester y otros departamentos.  Una placa azul recuerda el lugar de nacimiento de Wilkinson en 41 Coral Street,  y otra, en el cuadrilátero principal de los antiguos edificios de la universidad, registra la asistencia de Wilkinson allí entre 1910 y 1913.  En octubre de 2015, un panel del ayuntamiento de Mánchester seleccionó a Wilkinson como uno de los seis candidatos para ser el protagonista de la primera estatua femenina de la ciudad en más de un siglo.  En octubre de 2016, Wilkinson fue elegida en una votación pública para convertirse en la primera estatua femenina de Middlesbrough.  Su nombre, su imagen y los de otras 58 mujeres defensoras del sufragio femenino están grabados en el pedestal de la estatua de Millicent Fawcett en Parliament Square, Londres, inaugurada en abril de 2018. 
Ellen Wilkinson fue preseleccionada en 2015 para la Estatua de la Mujer en Mánchester. Aunque Emmeline Pankhurst fue seleccionad de forma decisiva, Wilkinson obtuvo muchos votos en las encuestas. La estatua  se encuentra ahora en la Plaza de San Pedro, de Mánchester. El libro First in the Fight dedica un capítulo a Ellen Wilkinson junto con las otras diecinueve mujeres consideradas para la estatua. 

## Publicaciones de Ellen Wilkinson
- A Workers' History of the Great Strike. London: Plebs League. 1927. OCLC 1300135. Coatora con Frank Horrabin y Raymond Postgate.
- Clash (Novel). London: George G. Harrap. 1929. OCLC 867888837.
- Peeps at Politicians. London: P. Allen. 1931. OCLC 565308651.
- The Division Bell Mystery. London: George G. Harrap. 1932. OCLC 504369261.
- The Terror in Germany. London: British Committee for the Relief of Victims of German Fascism. 1933. OCLC 35834826.
- Why Fascism?. London: Selwyn and Blount. 1934. OCLC 249889269. Co-authored with Edward Conze
- Why War?: a handbook for those who will take part in the Second World War. London: N.C.L.C. 1935. OCLC 231870528. Coautora w Edward Conze
- The Town That Was Murdered. London: Victor Gollancz. 1939. OCLC 1423543.
- Plan for Peace: How the People can win the Peace. London: Labour Party. 1945.